# Verjovkinagrottan
Verjovkinagrottan, eller bara Verjovkina är en kalkstensgrotta i Gagrabergen i västra delen av Stora Kaukasus, i den autonoma republiken Abchazien i nordvästra Georgien. Den befinner sig i Arabikamassivet, som med sin kalksten är rik på karstbildningar.
År 1968 gjordes en första undersökning av grottan, varefter upprepade expeditioner gjorts. I mars 2018 uppmättes ett djup på 2 212 meter i grottan, mätt som höjdskillnad mellan ingång och botten. Verjovkinagrottan blev då den djupaste kända grottan i världen.
Grottan fick sitt namn 1986, efter den sovjetiske speleologen Aleksandr Verjovkin (ryska: Александр Верёвкин) (1960–1983).